# Sundar Pichai
Sundar Pichai, all'anagrafe Pichai Sundararajan (Madurai, 10 giugno 1972), è un dirigente d'azienda indiano naturalizzato statunitense, amministratore delegato di Google Inc. dal 2 ottobre 2015 e di Alphabet dal 3 dicembre 2019.
Entrato in Google nel 2004 ha ideato e curato lo sviluppo di alcuni software dell'azienda come Google Chrome, Chrome OS, Google Maps, Gmail, Google Drive e Android.
Nel 2019 risulta il manager più pagato d'America con 280 milioni di dollari, nel 2020 è incluso dalla rivista Time tra le 100 persone più influenti.

## Biografia
Pichai è nato a Madurai, Tamil Nadu, India, dove ha passato la sua infanzia. Suo padre è stato un ingegnere elettrico presso la General Electric e ha diretto un'azienda operante nel medesimo settore. Pichai si è laureato in ingegneria dei metalli presso l'Istituto Indiano di Tecnologia di Kharagpur. Ha inoltre conseguito un Master of Science all'Università di Stanford e un Master in business administration alla Wharton School of the University of Pennsylvania.

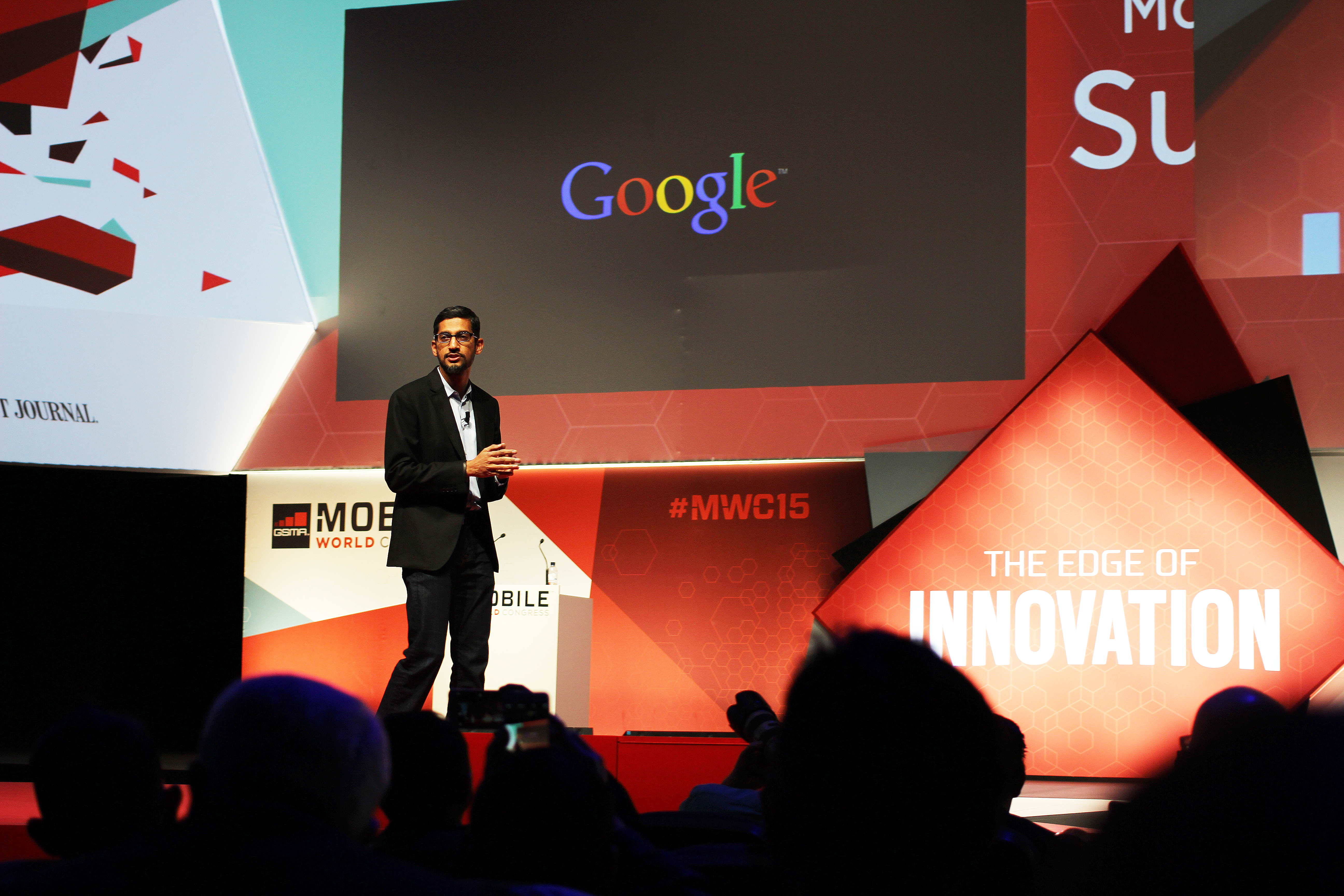
Pichai durante il Mobile World Congress a Barcellona, Spagna

Pichai ha lavorato nel campo dell'ingegneria nel product management presso la Applied Materials e come consulente amministrativo alla McKinsey & Company. Pichai è entrato in Google nel 2004, dove ha curato la gestione di alcuni prodotti dell'azienda come Google Chrome, Chrome OS e Google Drive. Ha anche supervisionato lo sviluppo di diverse applicazioni come Gmail e Google Maps. Nel novembre 2009, Pichai ha presentato Chrome OS e il Chromebook, la cui fase di sperimentazione è iniziata nel 2011 per concludersi l'anno successivo, quando tali prodotti vennero commercializzati. Nel marzo del 2013 Pichai ha iniziato a sovraintendere anche ad Android, il sistema operativo per mobile di Google. Nel 2014 voci lo davano come uno dei candidati all'amministrazione di Microsoft.
Pichai è stato nominato amministratore delegato di Google il 10 agosto 2015 dopo essere diventato precedentemente Product Chief dal precedente CEO, Larry Page, il 24 ottobre 2014. Ha ricoperto il suo ruolo a partire dal 2 ottobre 2015, una volta completata l'apertura della Alphabet, una holding del colosso statunitense.

## Vita privata
È sposato con Anjali Pichai, ingegnere chimico, conosciuta presso l'Istituto Indiano di Tecnologia di Kharagpur, con cui ha avuto due figli.